# Paul Lamouret

a Compétitions nationales et continentales officielles uniquement.

Paul Lamouret, né le 7 avril 1891 à Biarritz (Basses-Pyrénées) et décédé le 11 janvier 1930 à Grenoble (Isère), est un joueur français de rugby à XV évoluant au poste de demi de mêlée avec la Section paloise, le Biarritz-Stade et au FC Grenoble.

## Biographie
Paul Henri Lamouret naît à deux heures du matin le 7 avril 1891 à Biarritz au domicile de ses parents situé rue Olivier Maison Gomès. Ceux-ci sont Jean-Baptiste Lamouret, alors âgé de 29 ans est garçon d'hôtel, tandis que sa mère, Fanny Pommé est une ménagère de 24 ans.

### Débuts à Biarritz
Lamouret entame sa carrière au Biarritz-Stade. Il est initialement talonneur.

### Section paloise
Lamouret rejoint Pau pour son service militaire à Pau, au 18e RI. En 1911, Lamouret signe à la Section Paloise, où une jeune génération de joueurs prometteurs avec Gilbert Pierrot et Victor Bernicha s'affirme sous les ordres du gallois Tom Potter. C'est d'ailleurs Potter qui le repère en équipe 3 de la Section afin de le lancer dans le grand bain.
Lamouret se fait remarquer par la presse nationale, dont Gaston Bénac,. Connu pour sa qualité de passe, il était célèbre pour ses astuces destinées à piéger les adversaires.
Lamouret est sélectionné lors du match de sélection UFSA entre une équipe du Sud et une équipe de Probables le 7 décembre 1913 au stade de la Croix du Prince. Bernicha est sélectionné en compagnie de Lamouret, Espelette, Gilbert Pierrot et de Tournier, l'Autobus, ses coéquipiers de la Section paloise.
À l'occasion de ce match de sélection de l'équipe de France, Sud contre Probables, le journal L'Auto écrit que les tribunes de la Croix du Prince pourraient servir de modèles à d'autres clubs. En effet, les tribunes, les vestiaires et l'accès au stade, la ligne 1: Boulevard Guillemin - Croix du Prince du Tramway de Pau en font un modèle. L'équipe du Sud s'impose face aux Probables devant 10 000 spectateurs,.

Match France contre Probables à la Croix du Prince
Avant la Première Guerre mondiale, Lamouret est considéré comme l'un des demi de mêlée les plus prometteurs du rugby français, sélectionné pour les matches de sélection de l'équipe de France. Surnommé Tote, Lamouret a contribué à faire de la Section une force reconnue au niveau national avant-guerre. Lamouret lança la mode de la fameuse passe couchée du demi de mêlée qui fut pratiquée pendant quelques années. Elle lui valut le surnom de « Plus beau bras de France ».

### Première Guerre mondiale
Paul Lamouret effectue son service militaire à compter du 8 octobre au sein du 18e RI basé à Pau. Il est nommé caporal le 1er juillet 1913. Il intègre le 156e RI le 30 juillet 1915 et y devient sergent le 12 septembre de la même année. Il passe ensuite au 79e RI le 7 novembre 1916, au 1er régiment de tirailleurs algériens le 22 janvier 1917, au 5e régiment de tirailleurs algériens le 17 janvier 1918, au 144e RI le 7 janvier 1919 et enfin au 49e RI le 9 mai 1919. Il est renvoyé dans ses foyers le 23 août 1919.
Au cours de conflit, il est blessé à plusieurs reprises, au point qu'en novembre 1914 le journal Sporting l'annonce à tort comme étant décédé,. Il est blessé à la tête et au bras le 8 septembre 1914 à Marchais-en-Brie, est touché par deux balles le 21 janvier 1915 à Craonne, l'une l'atteignant à la tête et l'autre au bras puis souffre d'une « contusion à l'épaule gauche par [un] éclat d'obus » reçu le 28 septembre 1915 au hameau de Beauséjour.

### Retour au rugby
Lamouret quitte finalement la Section paloise en 1918 mais est proche de resigner en 1919. Il évolue alors pour le CGE (Club Général d'entraînement), fondé en avril 1918 par Gaston Bénac et R. de Leliva et dont il fut l’un des meilleurs joueurs.
Lamouret revient néanmoins dans la cité royale le temps d'un match au Stade de la Croix du Prince face au All Blacks. Sur les terres de ses exploits passés, il éclipse enfin son rival Philippe Struxiano.

### Biarritz olympique
En 1919, il signe au Biarritz olympique.

### FC Grenoble
L'année suivante, en 1920 il rejoint le FC Grenoble. Par l'intermédiaire de Géo Martin, Lamouret se rend à Grenoble en 1920. Paul Lamouret a eu un impact considérable sur l'évolution du rugby à Grenoble, influençant les frères Paul & Marcel Finet mais également de Julien Saby.
Dans cette ville, il dirige un magasin d’articles de sport. Il se rendit ensuite à Lyon, où il loge au 32 rue Molière, pour entrainer le FC Lyon.
Lamouret rencontre une femme originaire de Sallanches et s'établît en au 36 cours Berriat, à Grenoble,.

## Décès
Paul Lamouret décède d’une embolie consécutive à une pleurésie.

## Galerie

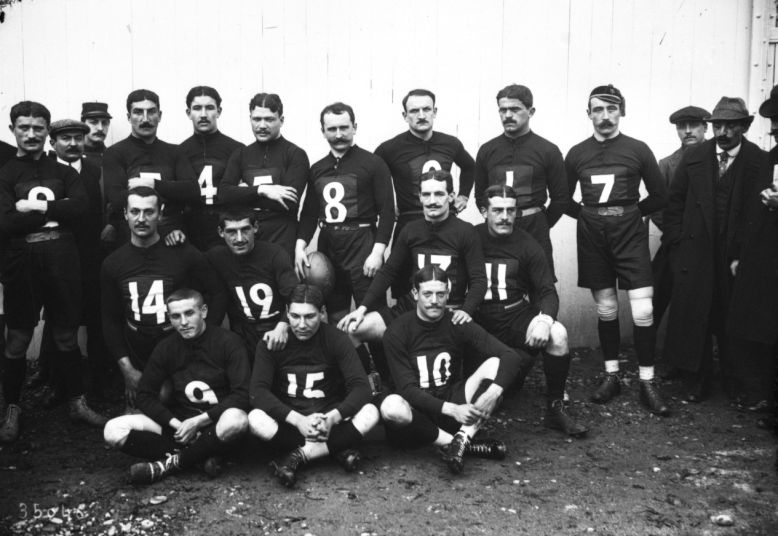
Équipe du Sud. Tournier est à gauche, numéro 14.
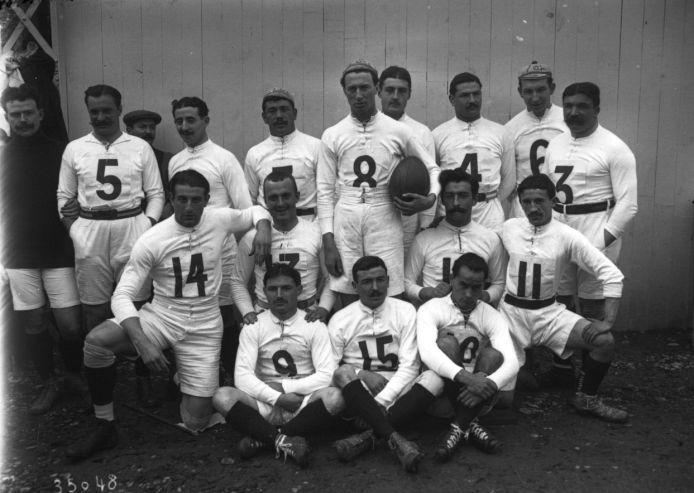
Équipe des Probables. Lamouret numéro 9
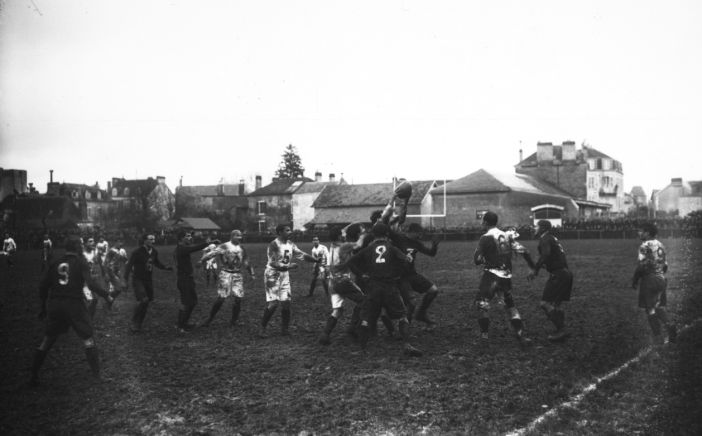
Match Sud contre Probables.